# Amblyellus hasdrubal
Amblyellus hasdrubal (лат.) — вид дорожных ос (Pompilidae).

## Распространение
Европа: Босния, Германия, Греция, Испания, Португалия, Франция, Чехия.

## Описание
Охотятся и откладывают яйца на пауков, которых парализуют с помощью жала. Личинки эктопаразитоиды пауков. Основание усиков расположено ближе к наличнику, чем к глазку. Коготки равномерно изогнутые. Вершина средней и задней голеней помимо шпор несёт шипы разной длины. Верх задних бедер с 1-5 предвершинными короткими прижатыми шипиками.